# Robert Moreno
Robert Moreno González (L'Hospitalet de Llobregat, 19 september 1977) is een Spaans voetbaltrainer. Moreno is de hoofdtrainer van PFK Sotsji.

## Trainerscarrière
Moreno speelde als speler nooit op professioneel niveau. Nadat hij trainer was geweest bij verschillende kleinere Spaanse clubs, werd hij in 2010 aangesteld als scout van FC Barcelona. Een jaar later volgde hij Luis Enrique naar AS Roma, waar hij zijn assistent werd. Deze rolverdeling bleef in latere jaren hetzelfde bij achtereenvolgens Celta de Vigo en FC Barcelona. In 2017 keerde hij terug als assistent bij Celta, ditmaal met Juan Carlos Unzué als hoofdtrainer. In 2018 werd hij herenigd met Enrique toen hij zijn assistent werd bij het nationale elftal van Spanje.

### Conflict met Luis Enrique
Nadat Enrique vanwege persoonlijke omstandigheden niet langer bondscoach kon zijn, nam Moreno het van hem over. Hij tekende in juni 2019 een contract tot en met het EK 2020. Echter keerde Enrique vijf maanden later terug als bondscoach, ondanks de succesvolle resultaten onder Moreno. Enrique verklaarde dat Moreno bij hem langs was geweest en hem had gevraagd of hij het EK mocht doen, om daarna weer assistent van Enrique te worden. Dit kon Enrique niet waarderen en zag het als een gebrek aan loyaliteit. Moreno kreeg te horen dat er voor hem, noch als assistent, noch als hoofdtrainer, geen rol meer was weggelegd. Moreno vertelde hierop geëmotioneerd op een persconferentie dat hij van mening was dit niet te verdienen, en begreep daarnaast ook niet waarom Enrique hem aan de kant schoof.

### AS Monaco
Eind 2019 werd hij voor het eerst hoofdtrainer op het hoogste niveau bij AS Monaco, waar hij de ontslagen Leonardo Jardim opvolgde. Op 18 juli 2020 werd hij ontslagen en opgevolgd door Niko Kovač.

### Granada
In juni 2021 tekende hij een contract voor twee seizoenen als hoofdtrainer bij Granada CF.  Toen de ploeg op 6 maart 2022 na zes verliezen uit de laatste zeven wedstrijden op de zeventiende plaats terecht kwam, werd hij ontslagen en tijdelijk vervangen door de trainer van het filiaal, Rubén Torrecilla.

### PFK Sotsji
Op 15 december 2023 werd Moreno de hoofdtrainer van PFK Sotsji in Rusland.